# Neskončen stolp želv
Neskončen stolp želv (v izvirniku Turtles All the Way Down) je mladinski roman ameriškega pisatelja Johna Greena. Gre za njegov sedmi roman in njegov peti samostojni. Roman je kmalu po izidu zasedel 1. mesto na lestvici najbolje prodajanih knjig časopisa New York Times v kategoriji mladinski romani v trdi vezavi. Na vrhu lestvice je ostal 15 tednov, na lestvici pa kar 62 tednov.
Green je roman komentiral z besedami: "To je moj prvi poskus pisanja o duševni bolezni, ki je vplivala name od otroštva naprej. Zgodba je zato hkrati izmišljena, pa tudi zelo osebna."

## Zgodba
Glavna junakinja romana je šestnajstletna Aza Holmes, z obsesivno kompulzivno motnjo in napadi tesnobe. Aza ima namreč patološki strah pred mikrobi in okužbami, s katerim se spopada od očetove smrti. Kljub psihiatrični pomoči je Aza ujeta v spiralo vsiljenih misli in dejanj, ki jih ne more opustiti. Z najboljšo prijateljice Daisy se Aza spusti v raziskavo skrivnostnega izginotja milijarderja Russlla Picketta, saj je za kakršno koli informacijo, ki bi privedla do njegovega prijetja, razpisana bogata nagrada. Aza se zaradi tega ponovno zbliža z Russlovim starejšim sinom Davisom, s katerim je v otroštvu že prijateljevala. Zbližanje pripelje par do prve prave zaljubljenosti, vendar pa ta ljubezen v Azi namesto sreče sproži nov val tesnobe. Dekleti naposled le razrešita skrivnost izginotja, kar pa prinese nov zaplet v zgodbi. Milijarder je namreč vse svoje bogastvo zapustil svoji tuatari, zaradi česar sta se njegova sinova prisiljena odseliti...